# Championnat d'Uruguay de football 2006-2007
Navigation
Saison précédente Saison suivante
La saison 2006-2007 du Championnat d'Uruguay de football est la cent-cinquième édition du championnat de première division en Uruguay. Les seize meilleurs clubs du pays s'affrontent lors de deux tournois saisonniers, Ouverture et Clôture. Les vainqueurs de chaque tournoi s'affrontent pour déterminer le champion d'Uruguay. La relégation est déterminée par un classement cumulé des deux tournois.
C'est le Danubio Fútbol Club qui est sacré champion d'Uruguay cette saison après avoir remporté à la fois les tournois Ouverture et Clôture. Il s’agit du 3e titre de champion d'Uruguay de l’histoire du club.

## Qualifications continentales
Le champion d'Uruguay se qualifie pour la Copa Libertadores 2008, tout comme les deux premiers de la Liguilla tandis que les 3e et 4e de cette Liguilla obtiennent leur billet pour la Copa Sudamericana 2007.

## Les clubs participants
| - Club Atlético Peñarol - Defensor Sporting Club - Club Nacional de Football - Club Sportivo Miramar Misiones - Rocha Fútbol Club - Club Atlético Rentistas - Tacuarembó Fútbol Club - Central Español Fútbol Club | - Liverpool Fútbol Club - Danubio Fútbol Club - CA River Plate - Montevideo Wanderers Fútbol Club - Club Atlético Bella Vista - Club Atlético Progreso - Promu de Primera B - Club Sportivo Cerrito - Rampla Juniors Fútbol Club |

## Compétition
Le barème utilisé pour établir les classements est le suivant :
- Victoire : 3 points
- Match nul : 1 point
- Défaite : 0 point

### Classements
| Rang | Équipe                         | Pts | J  | G  | N | P | Bp | Bc | Diff |
| ---- | ------------------------------ | --- | -- | -- | - | - | -- | -- | ---- |
| 1    | Danubio Fútbol Club            | 34  | 15 | 11 | 1 | 3 | 36 | 17 | +19  |
| 2    | Club Atlético Peñarol          | 33  | 15 | 10 | 2 | 3 | 30 | 18 | +12  |
| 3    | Defensor Sporting Club         | 31  | 15 | 9  | 4 | 2 | 28 | 13 | +15  |
| 4    | Club Atlético Bella Vista      | 31  | 15 | 10 | 1 | 4 | 25 | 15 | +10  |
| 5    | Club Nacional de Football      | 27  | 15 | 8  | 3 | 4 | 28 | 22 | +6   |
| 6    | Montevideo Wanderers           | 27  | 15 | 8  | 3 | 4 | 22 | 18 | +4   |
| 7    | Liverpool Fútbol Club          | 22  | 15 | 6  | 4 | 5 | 24 | 20 | +4   |
| 8    | Central Español Fútbol Club    | 22  | 15 | 7  | 1 | 7 | 21 | 25 | -4   |
| 9    | Tacuarembó Fútbol Club         | 16  | 15 | 4  | 4 | 7 | 15 | 18 | -3   |
| 10   | Rocha Fútbol Club              | 15  | 15 | 4  | 3 | 8 | 15 | 21 | -6   |
| 11   | Club Atlético River Plate      | 15  | 15 | 4  | 3 | 8 | 15 | 25 | -10  |
| 12   | Club Sportivo Miramar Misiones | 14  | 15 | 3  | 5 | 7 | 17 | 26 | -9   |
| 13   | Club Sportivo Cerrito -3       | 13  | 15 | 4  | 4 | 7 | 16 | 21 | -5   |
| 14   | Club Atlético Progreso         | 13  | 15 | 3  | 4 | 8 | 16 | 31 | -15  |
| 15   | Rampla Juniors Fútbol Club     | 12  | 15 | 3  | 3 | 9 | 15 | 23 | -8   |
| 16   | Club Atlético Rentistas        | 8   | 15 | 1  | 5 | 9 | 13 | 23 | -10  |

| Rang | Équipe                         | Pts | J  | G  | N | P | Bp | Bc | Diff |
| ---- | ------------------------------ | --- | -- | -- | - | - | -- | -- | ---- |
| 1    | Danubio Fútbol Club            | 32  | 15 | 10 | 2 | 3 | 26 | 10 | +16  |
| 2    | Club Atlético Peñarol          | 32  | 15 | 9  | 5 | 1 | 34 | 20 | +14  |
| 3    | Defensor Sporting Club         | 28  | 15 | 8  | 4 | 3 | 29 | 19 | +10  |
| 4    | Montevideo Wanderers           | 26  | 15 | 8  | 2 | 5 | 31 | 21 | +10  |
| 5    | CA River Plate                 | 21  | 15 | 5  | 6 | 4 | 26 | 22 | +4   |
| 6    | Tacuarembó Fútbol Club         | 20  | 15 | 4  | 8 | 3 | 25 | 21 | +4   |
| 7    | Club Atlético Bella Vista      | 20  | 15 | 6  | 2 | 7 | 23 | 23 | 0    |
| 8    | Liverpool Fútbol Club          | 20  | 15 | 6  | 2 | 7 | 23 | 24 | -1   |
| 9    | Club Sportivo Miramar Misiones | 20  | 15 | 6  | 2 | 7 | 19 | 20 | -1   |
| 10   | Rampla Juniors Fútbol Club     | 20  | 15 | 5  | 5 | 5 | 20 | 24 | -4   |
| 11   | Club Atlético Progreso         | 18  | 15 | 4  | 6 | 5 | 22 | 21 | +1   |
| 12   | Club Nacional de Football      | 18  | 15 | 5  | 3 | 7 | 14 | 22 | -8   |
| 13   | Club Atlético Rentistas        | 16  | 15 | 4  | 4 | 7 | 20 | 28 | -8   |
| 14   | Rocha Fútbol Club              | 16  | 15 | 5  | 1 | 9 | 9  | 23 | -14  |
| 15   | Central Español Fútbol Club    | 12  | 15 | 3  | 3 | 9 | 10 | 23 | -13  |
| 16   | Club Sportivo Cerrito          | 11  | 15 | 2  | 5 | 8 | 17 | 27 | -10  |

Match pour la première place du tournoi Clôture :
| 17 mai 2007 | Club Atlético Peñarol | 1 - 1 | Danubio Fútbol Club | Stade Centenario, Montevideo |                             |
|             | Arévalo Rios 65e      |       | Ricard 84e          | Arbitrage : Jorge Larrionda  | Arbitrage : Jorge Larrionda |
|             | Tirs au but 3-4       |       |                     | Arbitrage : Jorge Larrionda  | Arbitrage : Jorge Larrionda |

### Phase finale
Danubio Fútbol Club a remporté à la fois les tournois Ouverture et Clôture. Il n’est donc pas nécessaire de disputer une finale pour le titre.

### Classement cumulé
| Rang | Équipe                         | Pts | J  | G  | N  | P  | Bp | Bc | Diff |
| ---- | ------------------------------ | --- | -- | -- | -- | -- | -- | -- | ---- |
| 1    | Danubio Fútbol Club            | 66  | 30 | 21 | 3  | 6  | 62 | 27 | +35  |
| 2    | Club Atlético Peñarol          | 65  | 30 | 19 | 7  | 4  | 64 | 38 | +26  |
| 3    | Defensor Sporting Club         | 59  | 30 | 17 | 8  | 5  | 57 | 32 | +25  |
| 4    | Montevideo Wanderers           | 53  | 30 | 16 | 5  | 9  | 53 | 39 | +14  |
| 5    | Club Atlético Bella Vista      | 51  | 30 | 16 | 3  | 11 | 48 | 38 | +10  |
| 6    | Club Nacional de Football      | 45  | 30 | 13 | 6  | 11 | 42 | 44 | -2   |
| 7    | Liverpool Fútbol Club          | 42  | 30 | 12 | 6  | 12 | 47 | 44 | +3   |
| 8    | Tacuarembó Fútbol Club         | 36  | 30 | 8  | 12 | 10 | 40 | 39 | +1   |
| 9    | CA River Plate                 | 36  | 30 | 9  | 9  | 12 | 41 | 47 | -6   |
| 10   | Club Sportivo Miramar Misiones | 34  | 30 | 9  | 7  | 14 | 36 | 46 | -10  |
| 11   | Central Español Fútbol Club    | 34  | 30 | 10 | 4  | 16 | 31 | 48 | -17  |
| 12   | Rampla Juniors Fútbol Club     | 32  | 30 | 8  | 8  | 14 | 35 | 47 | -12  |
| 13   | Club Atlético Progreso         | 31  | 30 | 7  | 10 | 13 | 38 | 52 | -14  |
| 14   | Rocha Fútbol Club              | 31  | 30 | 9  | 4  | 17 | 24 | 44 | -20  |
| 15   | Club Sportivo Cerrito -3       | 24  | 30 | 6  | 9  | 15 | 33 | 48 | -15  |
| 16   | Club Atlético Rentistas        | 24  | 30 | 5  | 9  | 16 | 33 | 51 | -18  |

|  | Qualification pour la Liguilla         |
|  | Participation au barrage de relégation |
|  | Relégation directe en Primera B        |

#### Barrage de relégation
| Équipe 1          | Résultat | Équipe 2               | Aller | Retour |
| ----------------- | -------- | ---------------------- | ----- | ------ |
| Rocha Fútbol Club | 0 - 5    | Club Atlético Progreso | 0 - 2 | 0 - 3  |

### Liguilla
Les six équipes qualifiées s’affrontent pour déterminer les quatre représentants uruguayens en compétition continentale. Les deux premiers participeront à la Copa Libertadores 2008 tandis que les 3e et 4e iront à la Copa Sudamericana 2008.
| Rang | Équipe                    | Pts | J | G | N | P | Bp | Bc | Diff |
| ---- | ------------------------- | --- | - | - | - | - | -- | -- | ---- |
| 1    | Club Nacional de Football | 12  | 5 | 4 | 0 | 1 | 10 | 5  | +5   |
| 2    | Montevideo Wanderers      | 10  | 5 | 3 | 1 | 1 | 12 | 9  | +3   |
| 3    | Danubio Fútbol Club       | 10  | 5 | 3 | 1 | 1 | 5  | 3  | +2   |
| 4    | Defensor Sporting Club    | 7   | 5 | 2 | 1 | 2 | 3  | 3  | 0    |
| 5    | Club Atlético Peñarol     | 2   | 5 | 0 | 2 | 3 | 3  | 6  | -3   |
| 6    | Club Atlético Bella Vista | 1   | 5 | 0 | 1 | 4 | 4  | 11 | -7   |

|  | Qualification pour la Copa Libertadores 2008 |
|  | Qualification pour la Copa Sudamericana 2007 |

## Bilan de la saison
| Championnat d'Uruguay de football 2006-2007 |                                |
| Champion                                    | Danubio Fútbol Club (3e titre) |
| Qualifications continentales                |                                |
| Copa Libertadores 2008                      | Danubio Fútbol Club            |
| Copa Libertadores 2008                      | Club Nacional de Football      |
| Copa Libertadores 2008                      | Montevideo Wanderers           |
| Copa Sudamericana 2007                      | Danubio Fútbol Club            |
| Copa Sudamericana 2007                      | Defensor Sporting Club         |
| Promotions et relégations                   |                                |
| Promus en Primera División                  | Centro Atlético Fénix          |
| Promus en Primera División                  | Club Atlético Cerro            |
| Promus en Primera División                  | Club Atlético Juventud         |
| Relégués en Primera B                       | Club Atlético Rentistas        |
| Relégués en Primera B                       | Club Sportivo Cerrito          |
| Relégués en Primera B                       | Rocha Fútbol Club              |